# Jaume Ballber i Casals
Jaume Ballber i Casals (Terrassa, Vallès Occidental, 1867 - Barcelona, Barcelonès, 1924) va ésser un industrial que cursà la carrera d'Enginyeria Mecànica a la Universitat Catòlica de Lovaina (Bèlgica), on es graduà el 1890.
Fou premiat al certamen literari organitzat per l'Ateneu Terrassenc (1890) i publicà articles al periòdic El Tarrasense. Exercí, també, les funcions de corresponsal a Barcelona de la revista Egara.
Relacionat amb els nuclis que controlaven el poder polític a Terrassa, va prendre part en la recepció oferta al primer ministre espanyol Práxedes Mateo Sagasta quan visità la ciutat (1890).
Col·laborà amb el moviment catalanista i fou un dels fundadors de l'Agrupació Regionalista de Terrassa (hi ocupà el càrrec de secretari de la primera junta -1891-). Dins d'aquest context, presentà esmenes al Projecte de bases per a la constitució regional catalana (1891) i fou designat delegat a l'Assemblea de Manresa (1892).